# Peregrinación a la fuente de San Isidro

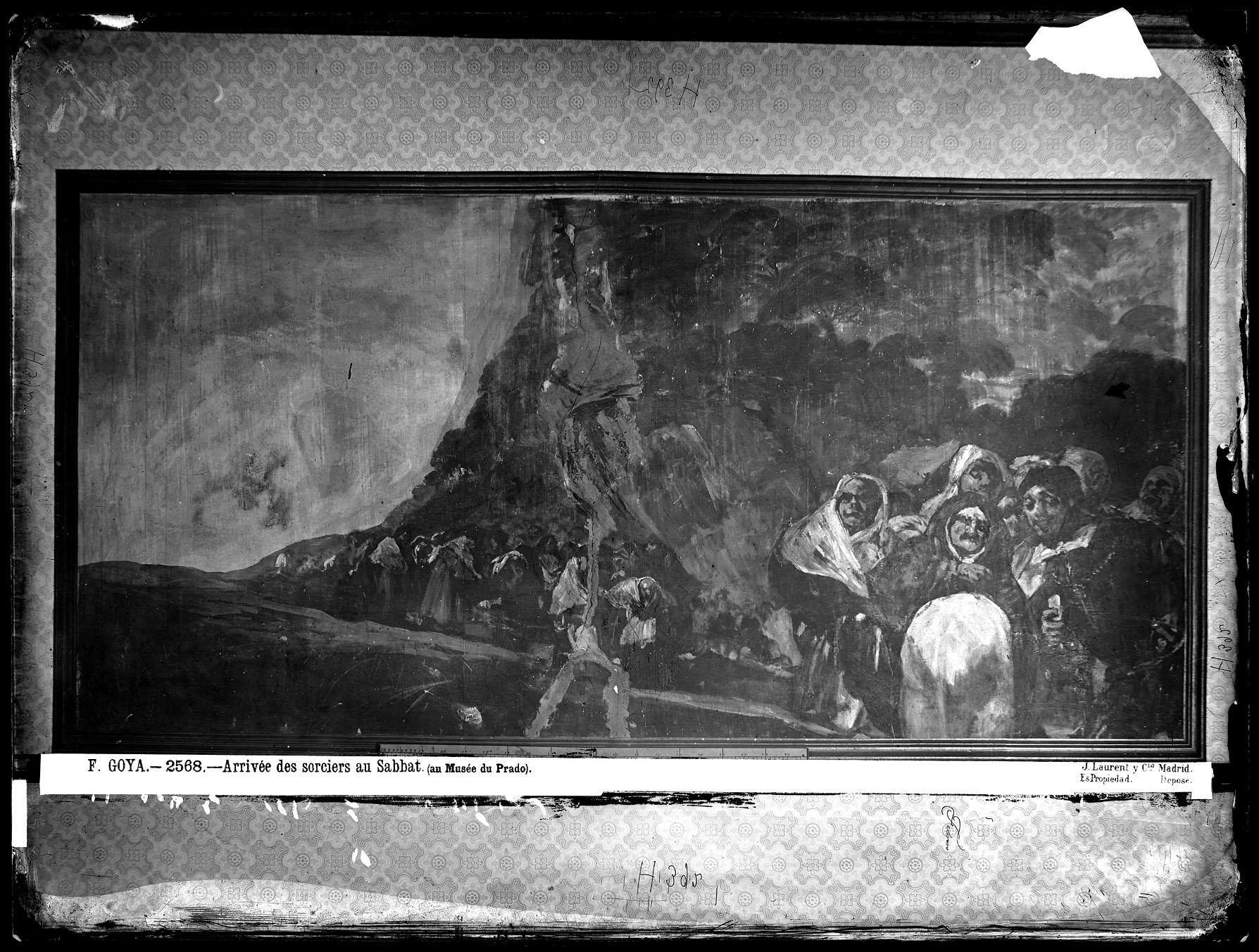
La pintura mural original en la Quinta de Goya, fotografiada por J. Laurent en el año 1874. El rótulo indicando "Museo del Prado" fue añadido hacia 1890 en el negativo de vidrio original, que se conserva en la Fototeca del IPCE.

Peregrinación a la fuente de San Isidro o El Santo Oficio es una de las Pinturas negras que formaron parte de la decoración de los muros de la casa —llamada la Quinta del Sordo— que Francisco de Goya adquirió en 1819. Esta obra ocupaba probablemente la pared derecha según se entraba de la planta alta, junto con Visión fantástica o Asmodea, separado de este por la ventana central.
El cuadro, junto con el resto de las Pinturas negras, fue trasladado de revoco a lienzo, a partir de 1874, por Salvador Martínez Cubells, por encargo del barón Émile d’Erlanger, un banquero francés, de origen alemán, que tenía intención de venderlos en la Exposición Universal de París de 1878. Sin embargo, las obras no atrajeron compradores y él mismo las donó, en 1881, al Museo del Prado, donde actualmente se exponen.
No está claro qué se representa exactamente en este cuadro. La catalogación de Antonio de Brugada de 1828 lo tituló El Santo Oficio, basándose en el personaje situado en la esquina inferior derecha, que aparece vestido con el hábito del Tribunal de la Inquisición, aunque en ninguno de los demás personajes aparece relación con dicha institución. Una serie de personajes grotescos, que podrían ser monjas y brujas, van en procesión hacia un lugar no determinado.
La composición refleja un notable desequilibrio, pues todos los personajes se agolpan en la zona inferior derecha del cuadro, apiñados en un triángulo que limita con el ángulo suroriental de esta obra. Un paisaje irreal y agreste con más figuras en segundo plano, se extiende en la lejanía hacia la izquierda. Los hábitos de la mirada clásica son totalmente transgredidos.
Como en todas las Pinturas negras, la gama cromática se reduce a ocres, tierras, grises y negros. El cuadro es un exponente de las características que el siglo XX ha considerado como precursoras del expresionismo pictórico.